# Ottestrup Sogn
Ottestrup Sogn 
ist eine Kirchspielsgemeinde (dän.: Sogn)
auf der Insel Sjælland im südlichen Dänemark.
Bis 1970 gehörte sie zur Harde Slagelse Herred im damaligen Sorø Amt, danach zur Slagelse Kommune im Vestsjællands Amt, die im Zuge der  Kommunalreform zum 1. Januar 2007 in der „neuen“ Slagelse Kommune in der Region Sjælland aufgegangen ist.
Im Kirchspiel leben 1259 Einwohner(Stand: 1. Januar 2023).
Im Kirchspiel liegt die Kirche „Ottestrup Kirke“.
Nachbargemeinden sind im Südwesten Antvorskov Sogn und Sankt Mikkels Sogn, im Westen Nørrevang Sogn, im Nordwesten Gudum Sogn, im Norden Sorterup Sogn und im Nordosten Kindertofte Sogn, ferner in der benachbarten Sorø Kommune im Südosten Lynge Sogn.